# Trimetrogon
Le trimetrogon est une méthode de relevé photographique aérien qui implique l'utilisation de trois caméras dans un même ensemble. Une caméra est dirigée directement vers le bas, et les deux autres sont dirigées de part et d'autre de la trajectoire de vol, inclinées à un angle de 60° par rapport à la verticale. Les images se chevauchent, ce qui permet une interprétation stéréographique de la topographie,,. Le nom vient des caméras Metrogon (en) utilisées dans les montages originaux.